# 众神之斗
《众神之斗》是由台湾数位卡夫特工作室开发的一款以世界各地神祇、神话人物和圣灵为主题的2D格斗游戏，2017年9月4日开始在Steam平台发行。

## 游戏内容

《众神之斗》游戏画面，画面中为宙斯（左）与奥丁（右）对战

《众神之斗》由数位卡夫特耗时近一年开发完成，期间曾入围Casual Connect Asia 2017的Indie Prize，并于2017年5月受邀至新加坡展出。游戏目前支持繁体中文、简体中文、英文及日文界面，英文版标题为“Fight of Gods”。游戏背景设定为在未知的原因下，世界各地的神祇、神话人物和圣灵在平行世界中被召唤出来，进行一场“前所未有的众神格斗大赛”。各角色都有自己的超自然必杀技，玩家可操控一名角色，与其他神明角色进行对战。游戏还提供了“教学模式”和“练习模式”，便于新玩家上手。场景方面，据官方介绍，游戏中的战斗场地将会融合世界各地具有代表性的景点，“史诗般的决斗”会在最具有代表性的场地举办，如奥丁的黄金宫殿、奥林匹斯山的顶端等。
游戏发售时，共有十位可供玩家选择的神明角色，分别是：佛祖、 摩西、 耶稣、 宙斯、 雅典娜、 奥丁、 希芙、 关羽、 媽祖、阿努比斯、 天照大神。游戏开发商表示，未来角色数目将会增加至12名。2018年時於台北國際電玩展公佈研發中的角色芙蕾雅。

## 争议
由于涉及宗教题材，《众神之斗》在马来西亚遭遇封杀。马来西亚政府及部分宗教团体批评该游戏“亵渎宗教”、威胁种族和谐。由于Steam并未按照马来西亚政府要求在24小时内将《众神之斗》下架，马来西亚政府一度封锁了Steam，导致马来西亚民众一度无法正常访问该游戏平台。对此马来西亚通讯及多媒体部长莫哈末沙烈在文告中称，这项行动是为了“保护用户及预防不愉快事件，（维护）我国多元种族与宗教人民的团结、和谐与福利”。随后Steam承诺在马来西亚下架《众神之斗》，马来西亚政府随即解除封锁。马来西亚以外的国家和地区则不受影响，仍可正常购买该游戏。
马来西亚政府因《众神之斗》而封锁Steam的行为也引发了该国网民的不满，马来西亚通讯及多媒体委员会Facebook遭到洗板。留言的网民普遍批评马来西亚政府小题大作，一些网民甚至表示若不是政府封锁Steam，他们甚至从未听说《众神之斗》这款游戏。反对党民主行动党籍国会议员林吉祥在出席一场活动时，也批评政府不了解有些事情应小心处理，导致马来西亚被全世界年轻人指责为“没有开放的思想及姿态”。